# Tasnádmalomszeg
Tasnádmalomszeg település Romániában, Szatmár megyében.

## Fekvése
Szatmár megyében, Nagykárolytól délre, Tasnádszántó és Tasnád között fekvő település.

## Története
Tasnádmalomszeg Tasnád szomszédságában fekvő Tasnádhoz tartozó település volt a 20. század eleji adatok szerint, mely a 18. század közepe táján keletkezett.
A Tasnád melletti patakon levő malom mellé ekkor néhány szegény embert telepítettek a malomra való vigyázás címén. Eleinte külön helységként szerepelt, de a terület birtokosa vajai Vay László indítványára és kérésére Közép-Szolnok vármegye adott ki bizonylatot arról, hogy Malomszeg nem régi település, és nem külön faluhely, hanem csak a malom oltalmára lett odatelepítve. Malomszeg később azonban önálló településsé fejlődött. Az 1847-ben végzett összeíráskor már 253 lakosa volt, valamennyien görögkatolikusok.
Tasnádmalomszeg a trianoni békeszerződéskor még mint Tasnádhoz tartozó településrész volt feltüntetve Szilágy vármegye Tasnádi járásában.

## Nevezetességek
- Görögkatolikus kőtemploma - 1882-ben épült.